# Siddhartha (film)
Siddhartha è un film del 1972 diretto da Conrad Rooks e basato sull'omonimo romanzo di Hermann Hesse.

## Trama
Siddhartha, figlio di un bramino, è cresciuto assieme all'amico Govinda. Insoddisfatti di quanto è stato insegnato loro, i due uomini decidono di seguire la via dell'ascetismo: insieme vanno nella foresta e si uniscono a un gruppo di samana. Dopo anni di vagabondaggio, Siddhartha sente tuttavia di non essersi realizzato come persona, e si reca quindi con Govinda da Gautama Buddha. Govinda diventa suo discepolo; Siddhartha invece sente che la sua strada è un'altra e si stabilisce in una città, volendo sperimentare la vita mondana dopo quella spirituale.
Lì incontra la bellissima cortigiana Kamala, che gli trova lavoro presso il ricco mercante Kamaswami e con la quale sperimenta l'amore fisico come se fosse un'arte. Siddhartha trascorre alcuni anni perseguendo la ricerca del denaro e del potere, e diventando egli stesso un ricco mercante. Un sogno gli mostra però che neanche quello è lo scopo della sua ricerca, così lascia Kamala e la città. 
Arriva a un fiume che aveva già attraversato in precedenza e, colpito dalle parole del traghettatore Vasudeva, inizia a vivere con lui e a lavorare come suo aiutante. Da lui impara la saggezza del fiume impetuoso, che è sempre lo stesso alla sorgente, alla foce e in tutti gli altri punti del suo percorso e, come ogni cosa nella vita, cambia ma ritorna sempre. Un giorno incontra Kamala e il figlio che hanno avuto insieme: la donna aveva seguito il morente Gautama Buddha in pellegrinaggio ed era stata morsa da un serpente velenoso sulla riva del fiume. Dopo la morte di lei, Siddhartha si prende cura del loro figlio; quest'ultimo tuttavia, sentendosi incompreso e infastidito da Siddharta, fugge per tornare a vivere in città. Siddhartha rinuncia ad andare a riprenderlo.
Dopo che Vasudeva confida a Siddhartha di sentirsi troppo vecchio e debole per continuare a gestire il traghetto, quest'ultimo ne assume il posto. Un giorno il suo amico d'infanzia Govinda si presenta per attraversare il fiume; non ha trovato l'illuminazione da Buddha. Siddhartha gli dà una lezione sulla vera natura delle cose: chi è costantemente alla ricerca è ossessionato solo dal suo presunto obiettivo e non riesce più a vivere il presente. Insieme si allontanano sul traghetto.

## Produzione

### Riprese
Il film è stato girato interamente nell'India settentrionale; tra i luoghi delle riprese vengono citati nei titoli di coda la città di Rishikesh e i palazzi del maragià di Bharatpur.

### Musica
Tutta la musica indiana del film fu composta e cantata da Hemant Kumar, su testi di Gouriprasanna: Mother's song ("La canzone della madre") era opera di Shanti Hiranand.
Le canzoni in bengalese di Kumar furono adattate per Siddhartha: "Pather Klanti Bhule" è tratta dal film del 1956 movie Maru Tirtha Hinglaj, "O Nodire Ekti Kotha Shudhai" dal film del 1959 Neel Akasher Neechey.

## Distribuzione
Il film fu presentato alla 33ª Mostra internazionale d'arte cinematografica di Venezia nella sezione principale Venezia 33. Non fu distribuito nelle sale in Italia; nel 2010 è stato distribuito in DVD dalla Medusa Home Entertainment.

## Accoglienza
La critica statunitense non accolse molto positivamente il film, che tuttavia ebbe un discreto successo di pubblico.

### Controversie
La scena di nudo di Simi Garewal provocò delle controversie in India, tanto più che la commissione della censura all'epoca non permetteva nemmeno i baci sullo schermo.